# وزارة التموين والتجارة الداخلية (مصر)
وزارة التموين والتجارة الداخلية هي وزارة في الحكومة المصرية المسؤلة عن تلبية إحتياجات المواطنين المصريين من الإحتياجات الأساسية كالسلع التموينية، الخبز، أنابيب الغاز، حيث تضمن وصول الدقيق الخبز البلدي من الأفران (القمح)، أنابيب البوتاجاز من المستودعات (الغاز الطبيعي)، والسلع التموينية من المتاجر (الزيت والسكر والأرز وغيرها)
بالدعم المناسب والجودة العالية، كما تنسق مع وزارات أخرى منها وزارة البترول والثروة المعدنية ووزارة الزراعة واستصلاح الأراضي.

## الجهات التابعة
- الهيئة العامة للسلع التموينية [1]
- الاتحاد التعاوني الاستهلاكي[2]
- القابضة للصناعات الغذائية
- جهاز حماية المستهلك
- جهاز تنمية التجارة الداخلية
- مصلحة دمغ المصوغات والموازين
- المصرية القابضة للصوامع والتخزين
- اللجنة العامة للمساعدات الاجنبية

## وزراء التموين
| الوزير                | الفترة                          | رئيس الوزراء              |
| --------------------- | ------------------------------- | ------------------------- |
| أحمد جويلي            | 14 أغسطس 1994 - 1999            | عاطف صدقي كمال الجنزوري   |
| حسن علي خضر           | يوليو 2004 - 2005               | أحمد نظيف أحمد شفيق       |
| علي المصيلحي          | 31 ديسمبر 2005 - 23 فبراير 2011 | عاطف عبيد أحمد نظيف       |
| جودة عبد الخالق       | فبراير 2011 - أغسطس 2012        | أحمد شفيق عصام شرف        |
| أبو زيد محمد أبو زيد  | أغسطس 2012 - يناير 2013         | هشام قنديل                |
| باسم عودة             | يناير 2013 - يوليو 2013         | هشام قنديل                |
| محمد أبو شادي         | يوليو 2013 - فبراير 2014        | حازم الببلاوي             |
| خالد حنفي             | فبراير 2014 - أغسطس 2016        | إبراهيم محلب شريف إسماعيل |
| محمد علي مصيلحي الشيخ | سبتمبر 2016 - فبراير 2017       | شريف إسماعيل              |
| علي المصيلحي          | فبراير 2017 - 2 يوليو 2024.     | شريف إسماعيل مصطفى مدبولي |
| شريف فاروق            | 3 يوليو 2024 - حتى الآن.        | مصطفى مدبولي              |

## وصلات خارجية
- الموقع الرسمي للوزارة.